# Hede Rügemer
Hedwig Rügemer (* 10. Mai 1898 in Würzburg; † 1946 in Lohr am Main) war eine deutsche Bildhauerin.

## Leben
Ihr erster Lehrer war Ludwig Sonnleitner (1878–1947). Als dieser zum Kriegsdienst einberufen wurde, wurde es Arthur Schleglmünig (1863–1956). Nach ihrer Gesellenprüfung wechselte sie nach München zu Joseph Wackerle an die Münchener Kunstgewerbeschule. Zwischenzeitlich besuchte sie auch die Holzschnitzerschule in Zwiesel, wo damals ihr Bruder Bruno (Beno) – Schüler von Angelo Jank (1868–1940) – als Lehrer tätig war. In Würzburg bezog sie Atelier in der Keesburgstraße 40, das im Krieg zerstört wurde.
Rügemer starb an den Folgen eines Gehirnschlags, den sie 1946 während einer Faschingsfeier in ihrem Heimatort Thüngersheim erlitt. Sie starb im Krankenhaus Lohr und wurde in Thüngersheim beigesetzt.

## Werk
Wohl über ihren Münchener Lehrer Wackerle bekam sie Kontakt zur Porzellanmanufaktur Hutschenreuther, für die sie Figuren entwarf.
Die Zusammenarbeit mit dem Architekten Adolf Spiegel verschaffte ihr Aufträge bei der Ausgestaltung von Gaststätten.
Für Kirchenbauprojekte der Architekten Albert Boßlet und Dominikus Böhm schuf sie Ausstattungsgegenstände. So stammen die Bronzeplatten am Hauptportal der Würzburger Mariannhill-Kirche und Altäre, Heiligenfiguren sowie weitere Objekte in der Böhm-Kirche in Dettingen am Main von ihr.
Auch für Kasernen schuf sie Großplastiken.

## Ausstellungen
- 1920: Kunstausstellung Würzburg 1920; Schrannenhalle, Würzburg[7]
- 1. Juni – 16. Juli 1930: Mainfränkische Kunstausstellung, Würzburg[7]

## Einzelwerke
- 1927: Heiligenfiguren für St. Josef Aschaffenburg
- 1929: Bronzeportal für die Mariannhill-Kirche Würzburg
- 1932: Altarretabel, Josefsstatue, Altarpredellen, Kruzifixe, Leuchter und weitere Heiligenfiguren für die Pfarrkirche Dettingen am Main (Karlstein)
- Schäferstunde für Hutschenreuther Porzellan
- König Drosselbart aus einer Gaststätteneinrichtung